# Archaeocursor
Archaeocursor (лат.) — род базальных птицетазовых динозавров, известный по ископаемым остаткам из нижнеюрских отложений формации Цзилюцзин (Ziliujing Formation) в Китае. Единственный вид, Archaeocursor asiaticus, описан по изолированной бедренной кости. Archaeocursor является самым базальным и одним из древнейших птицетазовых динозавров, чьи остатки были обнаружены в Азии.

## История открытия
Голотип Archaeocursor, образец L01-HY999, был обнаружен в 2022 году в районе Юйбэй муниципалитета Чунцин, Китай, недалеко от Центрального парка Чунцина. Отложения, где был найден образец, относятся к Dongyuemiao Member в составе формации Цзилюцзин и обычно датируются плинсбахом, хотя возможен и более древний верхнесинемюрский возраст. Экземпляр представлен почти полной изолированной левой бедренной костью. Кость была обнаружена во время операции Геологической группы юго-восточной Сычуани по спасению палеонтологического материала, проводившейся по причине строительства жилого района на месте раскопок. В дальнейшем она поступила в Муниципальное бюро планирования и природных ресурсов Чунцина. 
Образец был впервые упомянут в 2024 году в статье, в которой описывается озёрная экосистема, известная по остаткам из отложений, где был обнаружен динозавр. По всей видимости, труп динозавра смысло в озеро после его смерти. Флора и фауна, составлявшие местную экосистему, были названы биотой Юйчжоу. Помимо бедренной кости птицетазового, биота Юйчжоу включала разнообразные растения, беспозвоночных, рыб и плиозавроид. Это сообщество демонстрирует смену фауны, произошедшую после триасово-юрского вымирания.
Новые род и вид научно описали Си Яо (Xi Yao), Ци Чжао (Qi Zhao), Тинцун Жэнь (Tingcong Ren), Гуанбяо Вэй (Guangbiao Wei) и Син Сюй (Xing Xu) в 2025 году; препринт описания вышел в 2024 году. Родовое название Archaeocursor происходит от лат. archaeo — «древний, старый», и cursor —  «бегун». Видовое название asiaticus на латыни означает «из Азии». Archaeocursor является одним из двух таксонов птицетазовых динозавров, описанных из нижней юры Азии, наряду с тиреофором Yuxisaurus, возраст остатков которого установлен очень приблизительно (верхний синемюр — тоар).

## Описание
Используя гистологические методы, авторы описания определили, что голотипная бедренная кость Archaeocursor, вероятно, принадлежала особи в начале взрослого возраста, не достигшей соматической зрелости. Исходя из размеров бедренной кости (93 мм в длину), они оценили длину тела динозавра в 1 м.

## Классификация
В своих филогенетических анализах Яо и др. (2025) обнаружили Archaeocursor в качестве базального птицетазового динозавра (Ornithischia), который ответвился от общего ствола после гетеродонтозаврид (Heterodontosauridae) и является сестринским таксоном эокурсора (Eocursor). Эокурсор описан из пород сравнимого возраста в Южной Африке, относящихся к верхней части формации Эллиот (Elliot Formation). Яо и соавторы предположили, что общий предок этих двух родов, вероятно, возник в Гондване, прежде чем его потомки распространились на север в Лавразию. Однако они предупредили, что эта гипотеза является предварительной, учитывая фрагментарную природу голотипа Archaeocursor.
Кладограмма ниже приведена согласно исследованию Яо и др. (2025):

|  | Archaeocursor |
|  |               |
|  | Eocursor      |
|  |               |

|  | Thyreophora    |
|  |                |
|  | Neornithischia |
|  |                |

|  | Archaeocursor |
|  |               |
|  | Eocursor      |
|  |               |

|  | Thyreophora    |
|  |                |
|  | Neornithischia |
|  |                |

|  | Archaeocursor |
|  |               |
|  | Eocursor      |
|  |               |

|  | Thyreophora    |
|  |                |
|  | Neornithischia |
|  |                |

|  | Archaeocursor |
|  |               |
|  | Eocursor      |
|  |               |

|  | Thyreophora    |
|  |                |
|  | Neornithischia |
|  |                |

|  | Archaeocursor |
|  |               |
|  | Eocursor      |
|  |               |

|  | Thyreophora    |
|  |                |
|  | Neornithischia |
|  |                |

|  | Archaeocursor |
|  |               |
|  | Eocursor      |
|  |               |

|  | Thyreophora    |
|  |                |
|  | Neornithischia |
|  |                |

|  | Archaeocursor |
|  |               |
|  | Eocursor      |
|  |               |

|  | Thyreophora    |
|  |                |
|  | Neornithischia |
|  |                |

|  | Archaeocursor |
|  |               |
|  | Eocursor      |
|  |               |

|  | Thyreophora    |
|  |                |
|  | Neornithischia |
|  |                |